# 名工建設
名工建設株式会社（めいこうけんせつ、英: MEIKO CONSTRUCTION CO.,LTD.） は、名古屋市中村区名駅に本店を置く日本の建設会社。ゼネコンと呼ばれる。名古屋証券取引所メイン市場単独上場銘柄である。
建築部門、土木部門のほかに軌道部門があり、東海旅客鉄道（JR東海）の新幹線や在来線のメンテナンスや敷設工事を行っている。名古屋中央郵便局名古屋駅前分室の再開発（JPタワー名古屋）に伴い、郵便局会社と隣接地を所有する名古屋鉄道、名工建設で共同開発することとなった。それに伴い、名古屋支店を清須市に移転したが、本店（事務部門）は引き続きJRセントラルタワーズ内に置いている。

## 事業所

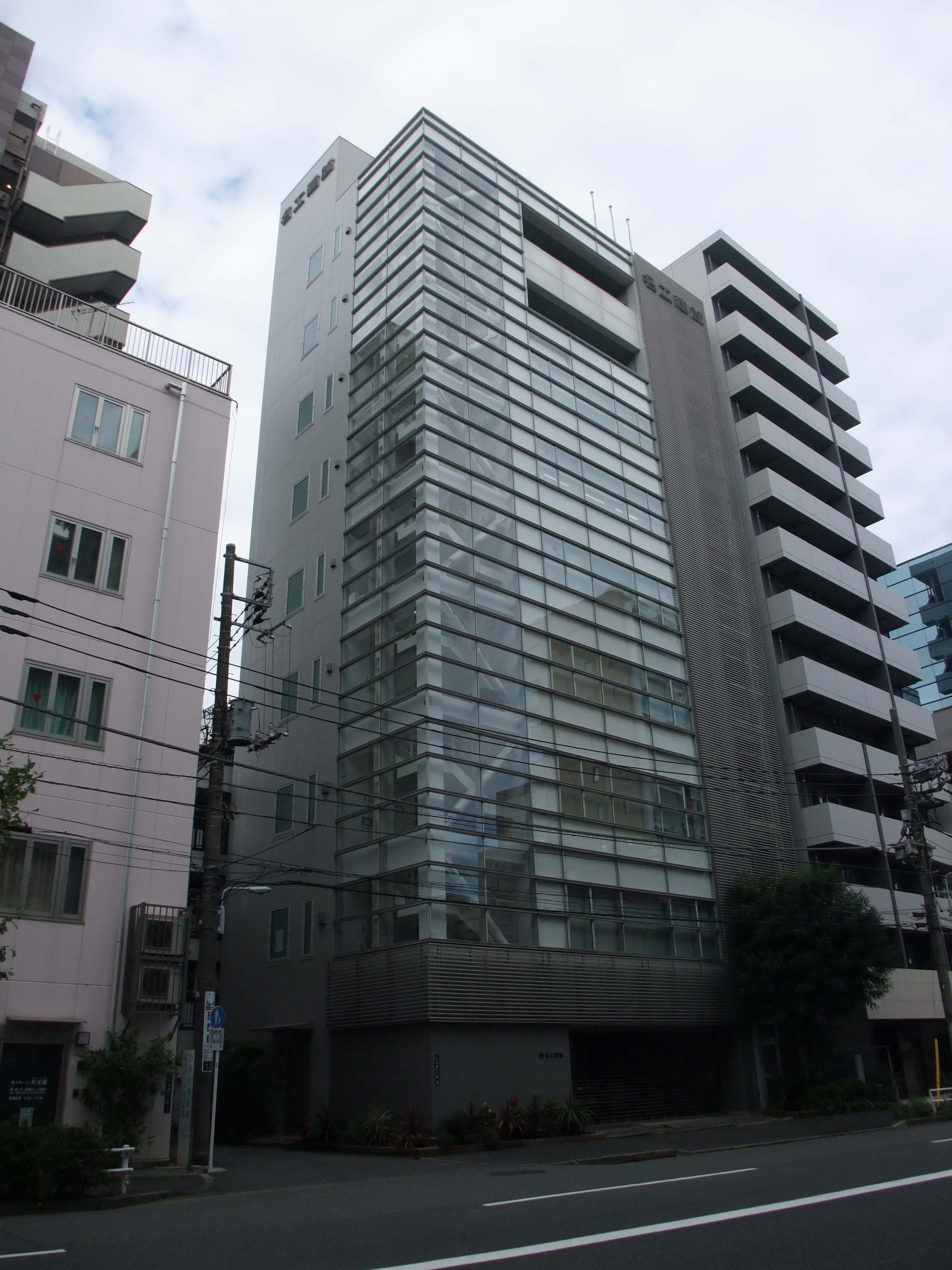
東京ビル

- 本店 - 愛知県名古屋市中村区名駅1丁目1番4号 JRセントラルタワーズ34階
- 名古屋支店 - 愛知県清須市枇杷島駅前東1丁目1番1号
- 東京支店 - 東京都台東区台東3丁目28番8号 名工建設東京ビル
- 静岡支店 - 静岡市駿河区南町6番1号
- 甲府支店 - 山梨県甲府市南口町6番15号
- 大阪支店 - 大阪市淀川区宮原4丁目1番6号 アクロス新大阪8階
- 北陸支店 - 石川県金沢市広岡1丁目5番23号

## 沿革
当初は第二次世界大戦中の鉄道省の輸送力確保のため、同省の要請により名古屋鉄道局管内の指定請負人127社が集り鉄道工事専門会社として設立。
- 1941年（昭和16年）6月28日 - 名鐵工業株式会社として設立（資本金100万円）。
- 1949年（昭和24年）9月 - 建設業法により建設大臣登録（イ）第25号の登録を完了。
- 1956年（昭和31年）2月 - 商号を名工建設株式会社に変更。
- 1961年（昭和36年）8月 - 事業目的に不動産の売買及び賃貸を追加。
- 1964年（昭和39年）7月 - 事業目的に工事用資材の製造販売を追加。
- 1969年（昭和44年）4月 - 東京営業所を東京支店に改称。
- 1970年（昭和45年）4月 - 長野支店を開設。
- 1973年（昭和48年）9月 - 建設業法の改正に伴い、建設大臣許可（特－48）第1768号を受ける。
- 1979年（昭和54年）11月 - 宅地建物取引業法による宅地建物取引業者として建設大臣免許 (1) 第3787号を受ける。
- 1982年（昭和57年）
  - 1月12日 - 名古屋証券取引所市場第二部に株式を上場。
  - 9月 - 大阪営業所を大阪支店に改称。
- 1987年（昭和62年）8月 - 決算期を5月31日から3月31日に変更。
- 1990年（平成2年）11月 - 金沢支店を北陸支店に名称変更。
- 1991年（平成3年）4月 - 敦賀支店を北陸支店に統合し敦賀営業所とする。
- 1993年（平成5年）4月 - 東京、静岡、甲府、長野の4支店を管轄する関東支社を開設。
- 1996年（平成8年）4月 - 子会社である金沢駅西開発株式会社及び中部建物株式会社を吸収合併。
- 1998年（平成10年）
  - 6月 - 4支店を管轄する関東支社を廃止。
  - 8月 - 株式会社大軌（現・連結子会社）を設立。
- 2001年（平成13年）6月 - 株式会社ビルメン（現・連結子会社）の株式を取得。
- 2003年（平成15年）
  - 4月 - 長野支店を廃止。
  - 9月 - 東京の拠点となる名工建設東京ビルが東京都台東区に完成。
- 2009年（平成21年）
  - 11月 - 株式会社静軌建設（現・連結子会社）を設立。
  - 12月 - 名古屋支店を愛知県清須市に移転。
- 2011年（平成23年）12月 - 中部土地調査株式会社（現・連結子会社）を連結子会社化。
- 2012年（平成24年）
  - 3月 - 名工商事株式会社（現・連結子会社）を完全子会社化。
  - 4月 - 名古屋支店を本店へ統合し、名古屋施工本部とする。
  - 9月 - 中部土地調査株式会社（現・連結子会社）を完全子会社化。

## 主要関係会社
- 株式会社大軌
- 株式会社ビルメン
- 名工商事株式会社
- 株式会社静軌建設
- 中部土地調査株式会社

## 主な施工物件
- アクアタウン納屋橋
- 丸の内中央ビル
- 新横浜駅
- ウィルあいち
- ポートメッセなごや交流センター
- 愛知県図書館
- 小牧スポーツ公園総合体育館
- 中部国際空港旅客ターミナルビル
- 日本国際博覧会会場施設（愛知万博） 他